# 특수부대 전랑 2
《특수부대 전랑 2》(중국어: 战狼2)는 2017년에 개봉된 중국의 액션 영화이다.

## 줄거리
특수부대 ‘전랑’ 출신의 ‘렁펑‘(오경)은 아프리카에서 수 백명의 인질을 볼모로 국가를 장악하려는 테러집단과 마주하게 된다. 인질들을 구출하기 위해 허락된 시간은 단 18시간!  UN도 국가도 포기한 전쟁에서 ‘렁펑’은 테러집단을 소탕하고 인질을 무사히 구출할 수 있을 것인가!

## 출연
- 오경 - 렁펑 역
- 프랭크 그릴로 - 빅 대디 역
- 셀리나 제이드 - 레이첼 프레스콧 스미스 역
- 우강(중국어판) - 허지안구오 역
- 장한 - 쭈오 이판 역
- 정해봉 - 캡틴 장 역
- 위난 - 롱 시아오닌 역
- 우겸 - 비다 치엔 역
- 석조기 - 시 역

## 미래
특수부대 전랑 2가 끝나기 전에는 3편이 예고되어 있다. 전랑 3도 나온다고 한다. 흥행에 성공해서 최소로 6편까지 나올 수 있다.